# DuMont Buchverlag
Die DuMont Buchverlag GmbH & Co. KG (früher: DuMont Literatur und Kunst Verlag) ist ein in Köln beheimateter deutscher Publikumsverlag und gehört zur Mediengruppe M. DuMont Schauberg. Verlegerische Geschäftsführerin ist Sabine Cramer. Kaufmännischer Geschäftsführer ist Markus Stache.

## Geschichte
Bereits Marcus DuMont, der namensgebende Gründer dieser Verlagsgruppe, war als Buchhändler in Köln tätig, bevor er mit der Übernahme der Kölnischen Zeitung (1805) im Zeitungsgeschäft Fuß fasste. Im Jahr 1956 wurde schließlich der DuMont Buchverlag von Ernst Brücher gegründet, anfänglich als reiner Kunstbuch- und Kalenderverlag. In den 1970er Jahren entwickelte sich der Bereich Reiseführer zum wichtigsten Programmsegment. Seit 1998 werden auch literarische Titel verlegt.
Im Jahr 2001 wurde der Verlag entsprechend seiner Programmsäulen in die Labels DuMont Literatur- und Kunstverlag, DuMont Reiseverlag und DuMont monte (Kalender) aufgeteilt. Ende 2004 wurde der DuMont Reiseverlag durch den Mair Verlag übernommen, der fortan als MairDumont firmierte; DuMont monte wurde als eigenständiger Schwesterverlag unter dem Namen DuMont Kalenderverlag ausgegliedert.
Die Firmierung des verbleibenden Publikumsverlags wurde Mitte 2008 wieder in DuMont Buchverlag GmbH & Co. KG geändert.

## Konzeption heute
Heute verbindet der DuMont Buchverlag die Programmbereiche Literatur, Kunst und Sachbuch. Das Literaturprogramm schließt deutschsprachige und internationale Gegenwartsliteratur, Spannungsliteratur sowie Lyrik ein. Im Sachbuch finden sich politische Sachbücher, Biografien, Kulturgeschichte, aber auch Reiseliteratur und Populärwissenschaftliches. Das Kunstprogramm beinhaltet hochwertige Bildbände zur Kunstgeschichte von der Renaissance bis zur Gegenwart, Künstlermonografien, Werke zur Kunsttheorie, Fotografie sowie zu Design und Architektur. Seit dem Frühjahr 2010 präsentiert der DuMont Buchverlag auch sein eigenes Taschenbuchprogramm. Dieses Programm setzt sich zusammen aus Originalausgaben, Deutschen Erstausgaben, Taschenbuchausgaben eigener Hardcover-Titel und einzelnen, ausgewählten Fremdlizenzen.
Insgesamt erscheinen jährlich laut eigener Aussage etwa 120 Titel. 2008 war der Verlag mit dem Titel Feuchtgebiete von Charlotte Roche monatelang auf Platz 1 der deutschen Bestsellerliste. Seit 2020 stehen Titel des Programms ununterbrochen auf der SPIEGEL-Bestsellerliste; darunter die Werke von Mariana Leky, Ewald Arenz oder Caro Wahl. Der DuMont Buchverlag ist der deutsche Verlag der internationalen Bestsellerautoren Haruki Murakami, Thomas Mullen, Meg Wolitzer und Michel Houellebecq.